# Europese kampioenschappen kunstschaatsen 1923
De Europese Kampioenschappen kunstschaatsen 1923 was de 22 editie van het jaarlijks terugkerend evenement dat wordt georganiseerd door de Internationale Schaatsunie. Het werd gehouden in Oslo, toen nog Kristiania geheten, in Noorwegen. Het was na 1913 de tweede keer dat het kampioenschap in Oslo plaatsvond. Het was het derde EK toernooi dat in Noorwegen plaatsvond, in 1898 was Trondheim gaststad.

## Historie
De Duitse en Oostenrijkse schaatsbond, verenigd in de "Deutscher und Österreichischer Eislaufverband", organiseerden zowel het eerste EK Schaatsen voor mannen als het eerste EK Kunstschaatsen voor mannen in 1891 in Hamburg, in toen nog het Duitse Keizerrijk, nog voor het ISU in 1892 werd opgericht. De internationale schaatsbond nam in 1892 de organisatie van het EK kunstschaatsen over. In 1895 werd besloten voortaan het WK kunstschaatsen te organiseren en kwam het EK te vervallen. In 1898, na twee jaar onderbreking, vond toch weer een herstart plaats van het EK kunstschaatsen.
De vrouwen en paren zouden vanaf 1930 jaarlijks om de Europese titel strijden. De ijsdansers streden vanaf 1954 om de Europese titel in het kunstschaatsen.

## Deelname
Er namen vier mannen uit vier landen deel aan dit kampioenschap.
De Noor Martin Stixrud nam voor de vijfde keer deel aan het EK. Voor Willy Böckl was het zijn vierde deelname en voor Gunnar Jakobsson zijn tweede. Kaj af Ekstrom was de enige debutant op het EK.
| Finland (1) Noorwegen (1) Oostenrijk (1) Zweden (1) |

## Medaille verdeling
Willy Böckl was de derde Europeaan, na Eduard Engelmann in 1893 en Ulrich Salchow in 1899, die zijn eerste Europese titel prolongeerde, het was zijn vierde medaille, in 1913 en 1914 werd hij derde. Martin Stixrud op de tweede plaats veroverde zijn tweede medaille, in 1912 werd hij derde. Voor Gunnar Jakobsson op plaats die was het zijn eerste EK medaille, het was ook de eerste medaille voor Finland bij de EK kunstschaatsen.
| Discipline | Goud        | Zilver         | Brons            |
| ---------- | ----------- | -------------- | ---------------- |
| Mannen     | Willy Böckl | Martin Stixrud | Gunnar Jakobsson |

## Uitslagen

### Mannen
| Goud   | Willy Böckl (4)      | Vlag van Oostenrijk          |  |
| Zilver | Martin Stixrud (5)   | Vlag van Noorwegen           |  |
| Brons  | Gunnar Jakobsson (2) | Vlag van Finland (1918-1978) |  |
| 4      | Kaj af Ekstrom       | Vlag van Zweden              |  |

Medaillewinnaars

Mannen · 
Vrouwen ·
Paren · 
IJsdansen

Toernooi

1891 · 
1892 · 
1893 · 
1894 · 
1895 · 
1896-1897 · 
1898 · 
1899 · 
1900 · 
1901 · 
1902-1903 · 
1904 · 
1905 · 
1906 · 
1907 · 
1908 · 
1909 · 
1910 · 
1911 · 
1912 · 
1913 · 
1914 · 
1915-1921 · 
1922 · 
1923 · 
1924 · 
1925 · 
1926 · 
1927 · 
1928 · 
1929 · 
1930 · 
1931 · 
1932 · 
1933 · 
1934 · 
1935 · 
1936 · 
1937 · 
1938 · 
1939 ·
1940-1946 · 
1947 · 
1948 · 
1949 · 
1950 · 
1951 · 
1952 · 
1953 · 
1954 · 
1955 · 
1956 · 
1957 · 
1958 · 
1959 · 
1960 · 
1961 · 
1962 · 
1963 · 
1964 · 
1965 · 
1966 · 
1967 · 
1968 · 
1969 · 
1970 · 
1971 · 
1972 · 
1973 · 
1974 · 
1975 · 
1976 · 
1977 · 
1978 · 
1979 · 
1980 · 
1981 · 
1982 · 
1983 · 
1984 · 
1985 · 
1986 · 
1987 · 
1988 · 
1989 · 
1990 · 
1991 · 
1992 · 
1993 · 
1994 · 
1995 ·
1996 · 
1997 · 
1998 · 
1999 · 
2000 · 
2001 · 
2002 · 
2003 · 
2004 · 
2005 · 
2006 ·
2007 ·
2008 ·
2009 ·
2010 ·
2011 ·
2012 ·
2013 ·
2014 ·
2015 ·
2016 ·
2017 ·
2018 ·
2019 ·
2020 ·
2021 · 
2022 · 
2023 · 
2024 · 
2025

WK kunstschaatsen ·
WK kunstschaatsen junioren ·
Viercontinentenkampioenschap ·
Olympische Spelen